# سبينيس
سبينيس هي سلسلة متاجر سوبر ماركت تعمل في الإمارات العربية المتحدة والمملكة العربية السعودية ومصر وقطر ولبنان وعمان وباكستان وأفغانستان. كانت في الأصل شركة تجارية لتوفير السكك الحديدية، ثم توسعت لتصبح شركة بقالة تستورد بضائع الإمبراطورية البريطانية إلى فلسطين الانتدابية. أكبر مساهم ومدير للعلامة التجارية هي شركة البواردي للاستثمار ومقرها دبي، والتي أسسها علي البواردي.

## التاريخ

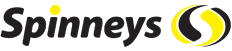
الشعار المستخدم في دولة الإمارات العربية المتحدة

أسس السوبر ماركت آرثر راودون سبيني (CBE) ، الذي خدم في ستافوردشاير يومانري  وفيما بعد في فريق اللنبي،  أنشأ عمليات في ضواحي الإسكندرية، مصر في عام 1924، والتي بدأت في البداية شكلت ونظمت دائرة التموين من السكك الحديدية الفلسطينية. تولى عقد نقل إلى إدارة فلسطين الانتداب من اثنين من النيوزيلنديين الرائدين، نورمان وجيرالد نايرن، الذين أسسوا أول حافلة عبر الصحراء بين دمشق وبغداد في أعقاب الحرب العالمية الأولى.
بعد أن أنشأ مقرًا للاستيراد والشحن في حيفا، قام لاحقًا ببيع سلع إنجليزية مستوردة من متجر يافا رود، الذي كان آنذاك حداثة في الانتداب على فلسطين وسوريا من خلال شركتي سبينيز المحدودة، وفول وورث المحدودة،  الذي يتناقض مع التجار المحليين الذين باعوا فقط البضائع من مصادر من المنطقة وكانوا غير مألوفين للعيش البريطاني والخدمة هناك. وقد أتاح له منصبه التجاري، ومشاركته مع مفوض فلسطين أن يشغل منصب وصي لهيفا في وقت مبكر من الحرب العالمية الثانية. أثناء الحرب العالمية الثانية، شغل رودون سبيني أيضًا منصب القنصل العام الهنغاري في فلسطين،  بعد أن انتقل من المنزل إلى القدس، مع متجرين يعملان في مقر سبينيز (سبينيز المحدودة، حيفا) ، ومبنى مستعمرة اليونانية حتى عام 1949.
في البداية كانت فروع سبينيس موجودة في المدن الإقليمية الرئيسية التي يرتادها أشخاص بريطانيون عبر خط السكك الحديدية: الإسكندرية والقاهرة وحيفا وعكا حيث تدير مصنع كابري للمعادن  ودمشق. منذ منتصف 1920 فرع حيفا، حيث تزوجت سبيني سيسيل جوان غليج في عام 1928، وكان في وقت لاحق رئيس نادي الروتاري في حيفا،  كما عمل وكلاء لشبه الجزيرة والشرقية للملاحة البخارية شركة التجار والشاحن المحدودة. بسبب انقطاع خدمات السكك الحديدية،  التي اعتمدت عليها سبينيس ، مع بداية الثورة العربية في 1936-1939 ، نقلت فرعها في حيفا، من الانتداب على فلسطين إلى بغداد.
انضم السيد سبيني إلى المؤسسة البريطانية عندما تزوجت ابنته إليزابيث من جون سليم، فيكونت سليم الثاني في عام 1958 في لندن.
في الستينيات تقاعد راودون سبيني من المشاركة الفعالة في إدارة المتاجر، وتوفي في أغسطس عام 1973 في ليتلهامبتون، ساسكس، حيث دفن في محارق الجثث.
بعد ثورة 14 يوليو ، تم نقل متجر بغداد في عام 1961 إلى دبي، الإمارات العربية المتحدة حيث كان يعمل منذ عام 1942 في ميدان النصر، ديرة. في السنوات اللاحقة، تم افتتاح متاجر أخرى عبر الدول العربية في منطقة الخليج العربي. في عام 1967، تم افتتاح أول متجر لسبينيس في بيروت.

## الوقت الحاضر
اعتبارًا من عام 2011، تعد سبينيس جروب المحدودة أحد متاجر التجزئة الممتازة في الشرق الأوسط، وتدير محلات السوبر ماركت والسوبر ماركت في متجر واحد في قطر، وأحد عشر متجرًا في لبنان، وثلاثة متاجر في مصر، واثنان في الأردن تم اغلاقهم عام 2015، ومن خلال اتفاقيات امتياز، 30 متجرًا من سبينيس في الإمارات العربية المتحدة (21 في دبي، 5 في الشارقة، 2 في عجمان، 4 في أبو ظبي،1 في رأس الخيمه ،1 في العين في الإمارات العربية المتحدة). في عام 2007، أعلنت السلسلة عن برنامج «توسع هائل» في منطقة الشرق الأوسط وشمال إفريقيا وجنوب آسيا. منذ عام 2006، المدير التنفيذي لمجموعة سبينس هو مايكل رايت.
خطط لفتح اثنين من محلات السوبر ماركت في ليبيا، واحدة في نهاية عام 2011، وواحدة في نهاية عام 2012،  قد توقفت بسبب الحرب الأهلية في ليبيا عام 2011 . تم طرح خطط طموحة لفتح العديد من المتاجر الممتدة من المغرب العربي إلى كازاخستان، بما في ذلك 12 متجرا في مصر بحلول عام 2012  محل شك بسبب الربيع العربي المستمر.

## وصلات خارجية
- الموقع الرسمي